# أندرو كونيغ (كاتب)
أندرو كونيغ (بالإنجليزية: Andrew Koenig)‏ هو مبرمج وكاتب وعالم حاسوب أمريكي، ولد في 1 يونيو 1952 في نيويورك في الولايات المتحدة.